# المطعن
المطعن أو مطعن حسن؛ هي قرية تتبع محافظة بيش إداريا وتبعد عنها 6 كيلو شمالا وتقع على الطريق الدولي الذي يربط ما بين جدة - جازان وعدد سكانها 2500 نسمة تقريبا ويحدها من الشمال مركز مسلية ومن الجنوب قرية الكدرة والشرق وادي بيش ومن الغرب الطريق الدولي.

## التسمية
قيل أنها أخذت هذا المسمى نسبة إلى رجل شجاع قتل في هذا المكان فسميت به.

## التاريخ والسكان
تعتبر قرية المطعن من اقدم القرى على ضفاف وادي بيش الشهير حيث الارض الصالحة للزراعة والرعي كان سبب التواجد السكاني فيها ويبلغ عدد السكان اكثر من 6000 نسمة وقد شملتها النهضة والخدمات من دولتنا اعزها الله من عقود طويلة واهم القبائل الذين يسكنون المطعن هم البحارة والفقهاء والسباعية والخشاوره والخزاعه، النهاري،الحلاشة،ال زين الدين،المحارقة،البواشين